# NGC 5980
NGC 5980 (другие обозначения — UGC 9974, MCG 3-40-26, ZWG 107.25, IRAS15391+1556, PGC 55800) — спиральная галактика (Sc) в созвездии Змея.
Этот объект входит в число перечисленных в оригинальной редакции «Нового общего каталога».
В галактике вспыхнула сверхновая SN 2004ci типа II, её пиковая видимая звездная величина составила 17,7.